# Žiga Lipušček
Žiga Lipušček (San Pietro, 5 gennaio 1997) è un calciatore sloveno, difensore dell'RFS Riga.

## Carriera

### Club
L'11 febbraio 2020 viene acquistato a titolo definitivo dalla squadra lettone dell'RFS Riga.

### Nazionale
Ha giocato nelle nazionali giovanili slovene Under-16, Under-19 ed Under-21.

## Statistiche

### Presenze e reti nei club
Statistiche aggiornate al 12 agosto 2021.
| Stagione        | Squadra         | Campionato      | Campionato | Campionato | Coppe nazionali | Coppe nazionali | Coppe nazionali | Coppe continentali | Coppe continentali | Coppe continentali | Altre coppe | Altre coppe | Altre coppe | Totale | Totale |
| Stagione        | Squadra         | Comp            | Pres       | Reti       | Comp            | Pres            | Reti            | Comp               | Pres               | Reti               | Comp        | Pres        | Reti        | Pres   | Reti   |
| --------------- | --------------- | --------------- | ---------- | ---------- | --------------- | --------------- | --------------- | ------------------ | ------------------ | ------------------ | ----------- | ----------- | ----------- | ------ | ------ |
| 2017-2018       | Gorica          | 1.SNL           | 13         | 0          | CS              | 2               | 0               |                    | -                  | -                  |             | -           | -           | 15     | 0      |
| 2018-2019       | Gorica          | 1.SNL           | 29         | 5          | CS              | 3               | 0               |                    | -                  | -                  |             | -           | -           | 32     | 5      |
| 2019-feb. 2020  | Gorica          | 2.SNL           | 18         | 3          | CS              | 2               | 0               |                    | -                  | -                  |             | -           | -           | 20     | 3      |
| Totale Gorica   | Totale Gorica   | Totale Gorica   | 60         | 8          |                 | 7               | 0               |                    | -                  | -                  |             | -           | -           | 67     | 8      |
| 2020            | RFS Riga        | VL              | 22         | 5          | CS              | 2               | 0               | UEL                | 1                  | 0                  |             | -           | -           | 25     | 5      |
| 2021            | RFS Riga        | VL              | 22         | 6          | CL              | 2               | 0               | UECL               | 6                  | 1                  |             | -           | -           | 30     | 7      |
| 2022            | RFS Riga        | VL              | 27         | 3          | CL              | 2               | 0               | UCL+UECL           | 2+10               | 0+1                | -           | -           | -           | 41     | 4      |
| 2023            | RFS Riga        | VL              | 29         | 6          | CL              | 3               | 0               | UECL               | 4                  | 0                  | -           | -           | -           | 36     | 6      |
| 2024            | RFS Riga        | VL              | 31         | 5          | CL              | 2               | 0               | UCL+UEL            | 4+11               | 0+2                | SL          | 1           | 1           | 49     | 8      |
| Totale RFS Riga | Totale RFS Riga | Totale RFS Riga | 131        | 25         |                 | 11              | 0               |                    | 38                 | 4                  |             | 1           | 1           | 181    | 30     |
| Totale carriera | Totale carriera | Totale carriera | 191        | 33         |                 | 18              | 0               |                    | 38                 | 4                  |             | 1           | 1           | 248    | 38     |

## Palmarès

### Club

#### Competizioni nazionali
- Campionato lettone: 3

RFS Riga: 2021, 2023 2024
- Coppa di Lettonia: 2

RFS Riga: 2021, 2024